# Louise-Noëlle Malclès
Louise-Noëlle Malclès (* 20. September 1899 in Konstantinopel, heute Istanbul, Türkei; † 27. März 1977 in Avignon) war eine französische Bibliothekswissenschaftlerin, Bibliographin und Romanistin.

## Leben und Werk
Louise-Noëlle Malclès war Bibliothekarin in Lyon und ab Oktober 1928 an der Sorbonne. Dort lernte sie bei dem Hispanisten Louis Barrau-Dihigo (1876–1931) und dem Historiker Charles-Victor Langlois (1863–1929). Ab 1933 lehrte sie Bibliothekswissenschaft für die Diplomkandidaten, zuerst privat, ab 1948 offiziell. Im Auftrag der UNESCO war sie 1952 in Lissabon, Madrid und Rom und 1953 im Haag, in Amsterdam und Brüssel. Von 1962 bis zu ihrem Ruhestand 1969 war sie Chefkonservator beim bibliographischen Informationsdienst der Direction des bibliothèques de France. Von 1964 bis 1966 lehrte sie Bibliographie an der École nationale supérieure de bibliothécaires (ENSB, heute: École nationale supérieure des sciences de l’information et des bibliothèques, ENSSIB). Ihren Ruhestand verbrachte sie in Avignon. Sie war Officier de la Légion d’honneur und Commandeur des palmes académiques.
Louise-Noëlle Malclès war die Tochter des Physikprofessors Louis Malclès der Universität Clermont-Ferrand.

## Werke
- Les Sources du travail bibliographique. (Bibliographies générales. Bibliographies spécialisées, sciences humaines 2 Bände Bibliographies spécialisées, sciences exactes et techniques), 4 Bände., Genf/Lille 1950, 1952, 1958; Neudruck 1965.
- Cours de bibliographie à l'intention des étudiants de l'Université et des candidats aux examens de bibliothécaire. Genf/Lille 1954.
- Les Services bibliographiques dans le monde, premier et second rapports annuels, 1951-1952, 1952-1953. Paris 1954, englisch 1955.
- La Bibliographie. Paris 1956, 1962, 1967, 1977, 1989 (Que sais-je? 708), spanisch 1960, englisch 1961, arabisch 1975
- Manuel de bibliographie. Paris 1963, 1969, 3. Auflage durch Andrée Lhéritier, Paris 1975; 4. Auflage durch Andrée Lhéritier, Paris 1985.
- La Bibliographie en France depuis 1762 jusqu'à la fondation de l'école nationale supérieure de bibliothécaires. In: Humanisme actif. Mélanges d'art et de littérature offerts à Julien Cain. Paris 1968.